# MOBB
MOBB (que significia Mino e Bobby) é um duo sul-coreano de hip hop formado pela YG Entertainment em 2016. A dupla é formada por Mino (integrante do grupo Winner) e Bobby (integrante do grupo iKON).

## História
MOBB fez sua estréia com o lançamento do EP The Mobb contendo quatro faixas. O videoclipe da música solo de Bobby "꽐라 (HOLUP!)" foi lançado em 7 de setembro de 2016, e o solo de Mino "몸 (BODY)" em 8 de setembro de 2016. Em 9 de setembro do mesmo ano, dois videoclipes da dupla foram lançados sendo eles  "붐벼 (FULL HOUSE)"  e "빨리 전화해 (HIT ME)".

## Discografia

### EPs
| Título   | Detalhes do Álbum | Melhor posição | Melhor posição | Melhor posição | Vendas |
| Título   | Detalhes do Álbum | US Heat        | US Rap         | US World       | Vendas |
| -------- | --- | -------------- | -------------- | -------------- | ------ |
| The Mobb | - Data de lançamento: - 8 de setembro de 2016 (Digital) - 23 de setembro de 2016 (Físico) - Gravadora: YG Entertainment - Formatos: CD, download digital | 7              | 20             | 1              | ASA    |

### Singles
| Título                       | Ano  | Melhor posição | Álbum    | Vendas |
| Título                       | Ano  | COR            | Álbum    | Vendas |
| ---------------------------- | ---- | -------------- | -------- | ------ |
| "HOLUP!" (꽐라) (Bobby solo) | 2016 |                | The Mobb |        |
| "Body" (몸) (Mino solo)      | 2016 |                | The Mobb |        |
| "Hit Me" (빨리전화해)        | 2016 |                | The Mobb |        |
| "Full House" (붐벼)          | 2016 |                | The Mobb |        |

### Videoclipes
| Ano  | Título(s)                    | Diretor(s)           |
| ---- | ---------------------------- | -------------------- |
| 2016 | "HOLUP!" (꽐라) (Bobby solo) | Dream Perfect Regime |
| 2016 | "Body" (몸) (Mino solo)      | Dream Perfect Regime |
| 2016 | "Hit Me" (빨리전화해)        | —                    |
| 2016 | "Full House" (붐벼)          | —                    |